# Zab Judah
Zab Judah (* 27. Oktober 1977 in New York) ist ein US-amerikanischer Profiboxer und ehemaliger sechsfacher Weltmeister im Halbwelter- und Weltergewicht der Verbände IBF, WBO, WBA und WBC.

## Laufbahn
Nachdem er 1996 in der nationalen Qualifikation für die Olympischen Spiele 1996 in Atlanta gescheitert war, wurde er noch im selben Jahr 18-jährig Profi. Nach 21 Siegen, unter anderem gegen Micky Ward, erhielt er am 12. Februar 2000 die Möglichkeit, um den vakanten IBF-Weltmeistertitel im Halbweltergewicht zu boxen. Judah sicherte sich den Titel durch einen K.-o.-Sieg in der vierten Runden über den Südafrikaner Jan Piet Bergman, nachdem er zwischenzeitlich ebenfalls zu Boden gegangen war. In der Folgezeit verteidigte Zudah den Titel fünf Mal, unter anderem gegen Junior Witter und Terron Millet, wobei er erneut kurz zu Boden musste.
Am 3. November 2001 bestritt Zudah in Las Vegas einen Vereinigungskampf gegen WBC- und WBA-Titelträger Kostya Tszyu aus Australien. Nachdem Zudah seinen russischstämmigen Kontrahenten zu Beginn des Kampfes durch seine Schnelligkeit wiederholt vor Probleme stellte, wurde er kurz vor Ende der zweiten Runde niedergeschlagen. Beim sofortigen Versuch wieder aufzustehen konnte er sich nicht auf den Beinen halten, stolperte und glitt erneut zu Boden (häufig als „Chicken Dance“ verspottet), was den Ringrichter dann veranlasste, den Kampf eine Sekunde vor dem Pausengong abzubrechen. Judah, der sich ungerecht behandelt fühlte, griff daraufhin den Ringrichter an und warf seinen Schemel in dessen Richtung. Diese Entgleisungen brachten Zudah eine sechsmonatige Sperre und einen Strafzahlung von 75.000 Dollar ein. In der Folgezeit strebte Zudah nie eine Rückkampf auf dem Sender Showtime an, sondern wechselte zum Konkurrenz-Sender HBO und Don King.
Nach seiner Rückkehr gewann er am 13. Dezember 2003 durch einen Punktsieg über DeMarcus Corley, den wegen der damaligen Dominanz Tszyus nicht ernstgenommenen WBO-Titel, verteidigte den Gürtel allerdings nur ein Mal, da er 2004 in das Weltergewicht wechselte.
Dort forderte er am 10. April 2004 Cory Spinks heraus, unumstrittener Weltmeister der Klasse und im Besitz der WBC-, WBA- und IBF-Gürtel. Judah verlor den Kampf knapp nach Punkten. Am 5. Februar 2005 kam es allerdings zum Rückkampf mit Spinks und diesmal konnte sich Judah klar mit einem Sieg durch technischen K. o. in der neunten Runden durchsetzen. Es ist sein einziger bedeutender Sieg gegen einen Boxer, der zu den Besten seiner Klasse gezählt wird.
Am 7. Januar 2006 boxte Judah in einer vermeintlich leichten Titelverteidigung gegen den Argentinier Carlos Baldomir, der zu diesem Zeitpunkt schon neun Niederlagen zu verzeichnen hatte. Baldomir gewann den Kampf sensationell nach Punkten. Da Baldomir für diesen Titelkampf nur die Gebühren des WBC-Verbandes bezahlt hatte, erhielt er auch nur deren Gürtel, was anschließend zu der kuriosen Situation führt, dass die IBF Judah trotz Niederlage weiterhin als Weltmeister ihres Verbandes anerkannte.
Aber auch diesen IBF-Titel verlor er schon in seinem nächsten Kampf am 8. April 2006 nach Punkten an Floyd Mayweather Jr. Nach einem Tiefschlag Judahs war es im Ring zu Tumulten gekommen, in deren Folge Judahs Boxlizenz annulliert und er für ein Jahr gesperrt wurde. Außerdem musste er eine Strafe von 250.000 Dollar zahlen.
Nach mehreren Siegen gegen starke Gegner blieb er an den Spitzen der Ranglisten und erhielt am 5. März 2011 erneut die Chance auf den IBF-WM-Titel, den er durch technischen K. o. in Runde 7 über Kaizer Mabuza gewann.
Am 23. Juli 2011 stellte er sich einem Titelvereinigungskampf gegen WBA-Weltmeister Amir Khan, unterlag diesem jedoch durch K. o. in Runde 5. Im März 2012 besiegte er den ungeschlagenen Vernon Paris (26-0) durch t.K.o. in der neunten Runde und qualifizierte sich somit erneut für eine Titelchance der IBF. Am 31. Juli 2012 wurde bekannt, dass er bei der neuen Promotionfirma von Curtis Jackson und Floyd Mayweather Jr. TMT unterschreibt.
Beim Kampf um die WM-Titel der WBA und WBC am 27. April 2013 in Brooklyn verlor er nach Punkten gegen Danny García. Im Dezember 2013 unterlag er nach Punkten gegen Paul Malignaggi.